# Дялу-Ферулуй
Дялу-Ферулуй (рум. Dealu Ferului) — село у повіті Алба в Румунії. Входить до складу комуни Вінцу-де-Жос.
Село розташоване на відстані 271 км на північний захід від Бухареста, 13 км на південний захід від Алба-Юлії, 87 км на південь від Клуж-Напоки.

## Населення
За даними перепису населення 2002 року у селі проживали 48 осіб, з них 47 осіб (97,9%) румунів. Рідною мовою 47 осіб (97,9%) назвали румунську.